# Ерошевский, Тихон Иванович
Ти́хон Ива́нович Ероше́вский (26 июня 1902, село Кашпир, Самарская губерния — 22 июля 1984, Куйбышев) — советский офтальмолог, доктор медицинских наук, профессор, Герой Социалистического Труда, заведующий кафедрой глазных болезней Куйбышевского медицинского института, член-корреспондент АМН СССР.

## Биография
Тихон Иванович Ерошевский родился 26 июня 1902 года в селе Кашпирские Хутора Самарского уезда Самарской губернии, ныне — село Кашпир Приволжского района Самарской области. Русский.
В 1920 году вступил в РКП(б).
С 1922 по 1927 годы Ерошевский учился на медицинском факультете Саратовского университета. Был оставлен в ординатуре, затем работал ассистентом кафедры глазных болезней и доцентом.
С 1939 года заведовал кафедрой глазных болезней Сталинградского медицинского института.
С началом Великой Отечественной войны Тихон Ерошевский работал постоянным консультантом управления эвакуационных госпиталей в Сталинграде.
С 1942 по 1943 годы работал начальником эвакуационного госпиталя в Сызрани. В 1943 году вернулся в Сталинград для восстановления медицинского института, где заведовал кафедрой и работал заместителем директора по научной работе.
С 1949 по 1959 годы работал директором Куйбышевского медицинского института и одновременно возглавил до своей смерти кафедру глазных болезней.
В 1969 году Тихон Ерошевский был избран членом-корреспондентом АМН СССР.
Указом Президиума Верховного Совета СССР от 4 июля 1972 года Тихону Ивановичу Ерошевскому присвоено звание Героя Социалистического Труда с вручением ордена Ленина и медали «Серп и Молот».
Ерошевский являлся членом Президиума Всероссийского и Всесоюзного научных обществ офтальмологов, членом редколлегии журнала «Вестник офтальмологии», а также избирался делегатом XX съезда КПСС, депутатом Верховного Совета РСФСР с 1963 по 1967 годы, руководил областным Комитетом защиты Мира.
Тихон Иванович Ерошевский умер 22 июля 1984 года в Куйбышеве.

## Вклад в науку
Ерошевский опубликовал более 160 научных работ, в том числе 3 монографии. Основное направление этих трудов является разработка новых хирургических методов лечения глазных болезней. По проблеме кератопластики Т. И. Ерошевский написал 2 монографии и 32 статьи и сделал около 600 операций по пересадке роговой оболочки. Под руководством Ерошевского были изучены возможности длительной консервации донорского материала при низких температурах в высушенном состоянии.
В 1965 году при кафедре Ерошевского была создана научно-исследовательская лаборатория по изучению глаукомы. Ерошевский разработал и усовершенствовал микрооперации — гониотомию и гониопунктуру, а также предложил новую операцию — проникающую гониодиатермию. За работы по микрохирургии глаукомы и её образованию Ерошевский совместно с М. М. Красновым и А. П. Нестеровым был удостоен в 1975 году Государственной премии СССР.
Под руководством Ерошевского на кафедре была разработана и внедрёна в практику тонография — новый метод изучения гидродинамики глаза, а также был создан первый в СССР электронный тонограф.

## Память

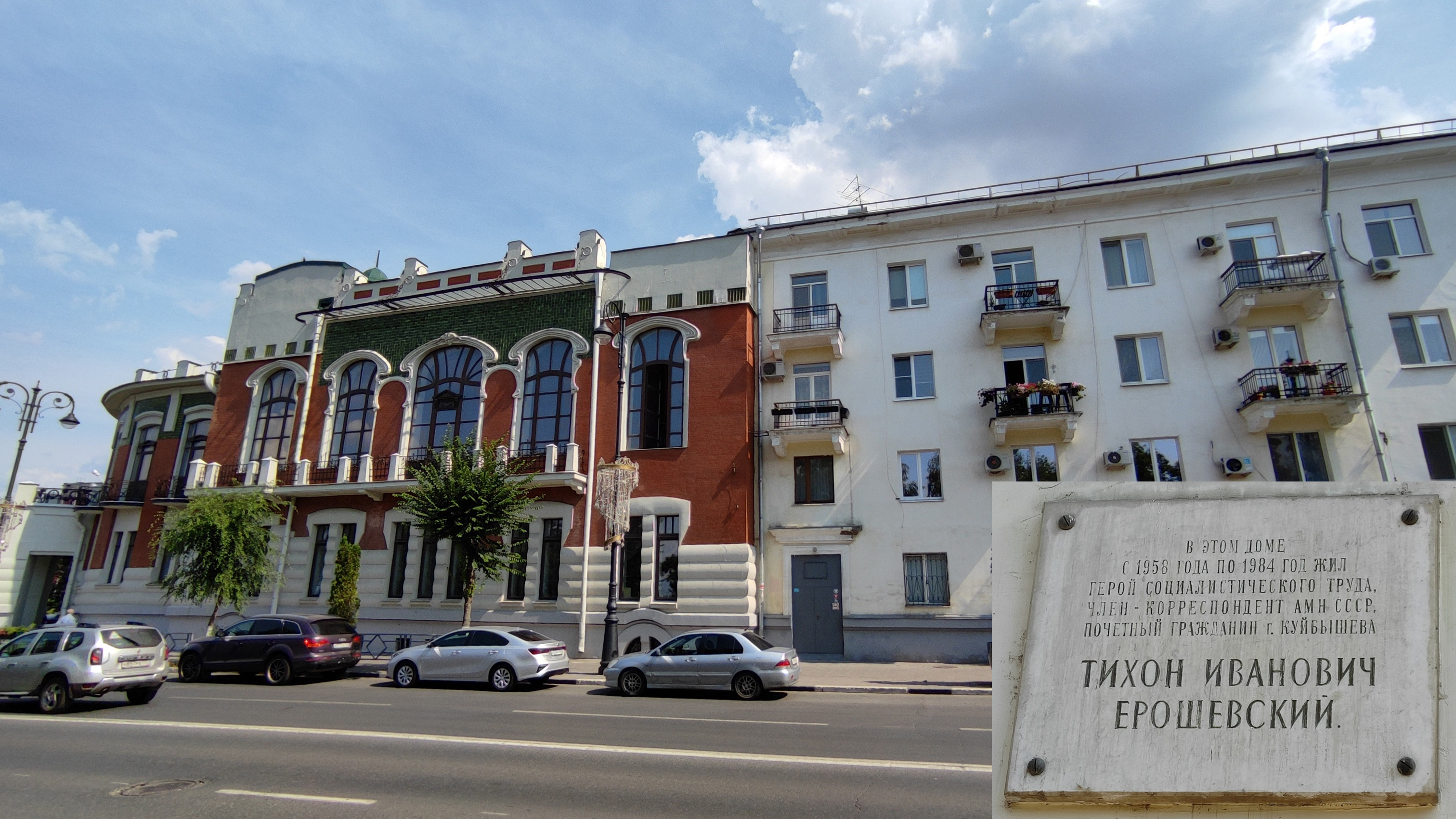
Мемориальная доска памяти Т. И. Ерошевского на доме, где он жил в Самаре

- Имя Тихона Ерошевского носят Самарская клиническая офтальмологическая больница и улица в Самаре
- На доме № 155 по улице Куйбышева в Самаре, где жил Тихон Ерошевский, установлена мемориальная доска

## Награды, звания и премии

### Награды
- Медаль «Серп и Молот»;
- два ордена Ленина;
- орден Октябрьской Революции;
- два ордена Трудового Красного Знамени;
- орден Дружбы народов;
- орден «Знак Почёта»;
- медали.

### Звания
- Доктор медицинских наук, профессор, заслуженный деятель науки РСФСР (1963).
- Почётный гражданин Куйбышева (2.11.1967).
- Герой Социалистического Труда (1972)

### Премии
- Государственная премия СССР (1975).